# DCSNet
DCSNet (de l'anglais Digital Collection System Network : « Système de réseaux de collecte numérique ») est un système de surveillance pointer-et-cliquer du FBI qui permet d'établir instantanément une écoute téléphonique de n'importe quel appareil de communications fonctionnant sur le territoire américain